# Craig Wasson
Craig Brewster Wasson (ur. 15 marca 1954 w Eugene) – amerykański aktor filmowy i telewizyjny i scenarzysta. Często mylony z komikiem Billem Maherem.

## Życiorys
Urodzony w Eugene w stanie Oregon, w latach 1973-74 podróżował po USA z musicalem Godspell. W 1975 roku zadebiutował na Broadwayu grając na harmonijce i śpiewając w przedstawieniu Eugene’a O’Neilla Wszystkie Boże dziatki są skrzydlate (All God’s Chillun Got Wings) w reżyserii George’a C. Scotta. W tym samym roku pojawił się jako kelner w broadwayowskim spektaklu Arthura Millera Śmierć komiwojażera i zapewniał również przypadkową muzykę do sztuki Tennessee Williamsa Szklana menażeria.
W 1975 roku przeniósł się do Los Angeles i otrzymał niewielką rolę Hala w dramacie telewizyjnym NBC Milczenie (The Silence, 1975) z George Hearnem i Peterem Wellerem. Dwa lata potem dołączył do obsady serialu CBS Phyllis (1977), a James Goldstone powierzył mu rolę psychopatycznego terrorysty w thrillerze Rollercoaster (1977) z udziałem Timothy’ego Bottomsa, George’a Segala, Henry’ego Fondy i Richarda Widmarka. Wystąpił też w dwóch filmach wojennych: Chłopaki w kompanii C (The Boys in Company C, 1977) Sidneya J. Furie jako szeregowy Dave Bisbee (także jako autor tekstu piosenki, którą wykonywał) z R. Lee Ermeyem i Andrew Stevensem oraz Idź, powiedz Spartanom (Go Tell the Spartans, 1978) Teda Posta jako kapral Stephen Courcey u boku Burtem Lancasterem.
W serialu NBC Paskuda (Skag, 1980) był serbskim żydowskim synem pracownika fabryki (Karl Malden). Za główną rolę Danilo Prozora w dramacie Arthura Penna Czworo przyjaciół (Four Friends) był w 1982 roku nominowany do nagrody Złotego Globu w kategorii nowa gwiazda w filmie. W thrillerze Briana De Palmy Świadek mimo woli (1984) z Melanie Griffith zagrał główną rolę aktora niskobudżetowych i kiczowatych horrorów, który cierpi na klaustrofobię i jest świadkiem morderstwa.
W 1999 roku był także wykonawcą piosenki „Fooling Ourselves”.

## Filmografia

### Filmy fabularne
- 1977: Rollercoaster jako hipis
- 1977: Chłopaki w kompanii C (The Boys in Company C) jako Dave Bisbee
- 1978: Spartanie (Go Tell the Spartans) jako kapral Stephen Courcey
- 1980: Outsider (The Outsider) jako Michael Flaherty
- 1980: Carny jako Mickey
- 1980: Schizoid jako Doug
- 1980: Nights at O’Rear’s jako Max Corley
- 1981: Upiorna opowieść (Ghost Story) jako Don / David
- 1981: Czworo przyjaciół (Four Friends) jako Danilo
- 1983: Second Thoughts jako Will
- 1984: Świadek mimo woli (Body Double) jako Jake Scully
- 1986: Tylko dla panów (The Men's Club) jako Paul
- 1987: Koszmar z ulicy Wiązów III: Wojownicy snów jako dr Neil Gordon
- 1989: A More Perfect Union: America Becomes a Nation jako James Madison
- 1992: Malcolm X jako gospodarz telewizyjny
- 1997: Asteroida śmierci (Velocity Trap) jako John Dawson
- 1997: Rodzinne tajemnice (Deep Family Secrets, TV)
- 1999: The Pornographer jako Spano
- 2000: Pod presją (Escape Under Pressure, TV) jako Elgin Bates
- 2001: Danny i Max (Danny and Max) jako Ralph
- 2001: Boa (New Alcatraz) jako Warden Fred Riley
- 2004: Puerto Vallarta Squeeze jako Danny Pastor
- 2006: Akeelah i jej nauczyciel (Akeelah and the Bee) jako Ted Saunders
- 2006: Potwór (Sasquatch Mountain) jako Travis Cralle

### Seriale TV
- 1970: Pokój 222 (Room 222) jako student w klasie panny Johnson
- 1976: Serpico jako Blake
- 1976: Ulice San Francisco jako Gare Jordan
- 1977: Phyllis jako Mark Valenti
- 1977: Prywatny detektyw Jim Rockford (The Rockford Files) jako Steve Watson
- 1980: Paskuda (Skag) jako David Skagska
- 1986: Opowieści z ciemnej strony (Tales from Darkside) jako Sam Hummel
- 1990: Prawnicy z Miasta Aniołów jako Tom Cavanaugh
- 1991: Tylko jedno życie (One Life to Live) jako Doug Ebert
- 1993: Legendy Kung Fu (Kung Fu: The Legend Continues) jako Maxwell Forrester
- 1994: Doktor Quinn jako Julius Hoffman
- 1994: Napisała: Morderstwo jako Hank Walden
- 1994: Diagnoza morderstwo (Diagnosis Murder) jako adwokat Avery Decker
- 1995: Szeryf (The Marshal)
- 1996: Dotyk anioła jako
- 1996: Strażnik Teksasu jako dr Sullivan
- 1997: Portret zabójcy (Profiler) jako Andre Kostos
- 1997: Kancelaria adwokacka (The Practice) jako ks. O’Brien
- 1999: Misja w czasie (Seven Days) jako Christopher Bass